# Джанер Еркін
Джанер Еркін (тур. Caner Erkin, нар. 4 жовтня 1988, Баликесір) — турецький футболіст, захисник, півзахисник клубу «Еюпспор» та національної збірної Туреччини.

## Клубна кар'єра
У дорослому футболі дебютував 2004 року виступами за команду клубу «Манісаспор», в якій провів три сезони, взявши участь у 43 матчах чемпіонату.
Своєю грою за цю команду привернув увагу представників тренерського штабу клубу ЦСКА (Москва), до складу якого приєднався влітку 2007 року. За ЦСКА дебютував у матчі проти петербурзького «Зеніту» 26 травня 2007 року, вийшовши на заміну на 82-й хвилині. 12 липня 2008 року забив свій перший і єдиний гол за ЦСКА в матчі 13-го туру Чемпіонату Росії у ворота московського «Спартака», найпринциповішого суперника армійців (матч закінчився розгромною перемогою ЦСКА 5:1). Всього провів в Москві два сезони своєї ігрової кар'єри, за цей час двічі виборював титул володаря Кубка Росії, а також став переможцем національного суперкубка.
В серпні 2009 року на правах оренди перейшов у «Галатасарай», де провів наступний сезон, зігравши у 20 матчах чемпіонату.
До складу клубу «Фенербахче» приєднався 30 червня 2010 року, підписавши контракт терміном на 4 роки. Трансфер гравця обійшовся «жовто-синім» у 2 млн євро. У новій команді Джанер відразу став основним лівим захисником команди і став з «канарками» дворазовим чемпіоном Туреччини, дворазовим володарем Кубка Туреччини, а також володарем Суперкубка Туреччини. Відіграв за стамбульську команду 155 матчів в національному чемпіонаті.
Із завершенням контракту з «Фенербахче» отримав статус вільного агента і 1 червня 2016 року уклав трирічну угоду з італійським «Інтернаціонале». Провів з міланською командою низку передсезонних зборів, проте в офіційних матчах не дебютував. Натомість 30 серпня 2016 року було оголошено про повернення Еркіна на батьківщину на умовах однорічної оренди до «Бешикташа».

## Виступи за збірну
Джанер став другим серед бомбардирів на юніорському чемпіонаті світу 2005 року, де його збірна посіла 4-е місце.
У 17-річному віці в травні 2006 року дебютував в офіційних матчах у складі національної збірної Туреччини в товариському матчі проти збірної Гани. Наразі провів у формі головної команди країни 64 матчі, забивши 2 голи.
У складі збірної брав участь у чемпіонаті Європи 2016 року, на якому повністю відіграв два програних матчі групового етапу проти збірних Хорватії (0:1) та Іспанії (0:3).
| Дата       | Місто              | Господарі          | Результат | Гості             | Турнір             | Голи | Примітки |
| ---------- | ------------------ | ------------------ | --------- | ----------------- | ------------------ | ---- | -------- |
| 26-5-2006  | Бохум              | Гана               | 1 – 1     | Туреччина         | товариський матч   | -    | 46'      |
| 4-6-2006   | Крефельд           | Північна Македонія | 1 – 0     | Туреччина         | товариський матч   | -    |          |
| 19-11-2008 | Відень             | Австрія            | 2 – 4     | Туреччина         | товариський матч   | -    | 72'      |
| 11-2-2009  | Ізмір              | Туреччина          | 1 – 1     | Кот-д'Івуар       | товариський матч   | -    |          |
| 2-6-2009   | Кайсері            | Туреччина          | 2 – 0     | Азербайджан       | товариський матч   | -    | 78'      |
| 5-6-2009   | Ліон               | Франція            | 1 – 0     | Туреччина         | товариський матч   | -    | 90'      |
| 3-3-2010   | Стамбул            | Туреччина          | 2 – 0     | Гондурас          | товариський матч   | -    |          |
| 26-5-2010  | Нью-Брітен         | Північна Ірландія  | 0 – 2     | Туреччина         | товариський матч   | -    | 75'      |
| 15-11-2011 | Загреб             | Хорватія           | 0 – 0     | Туреччина         | Відбір до ЧЄ 2012  | -    | 6' 36'   |
| 29-2-2012  | Бурса (місто)      | Туреччина          | 1 – 2     | Словаччина        | товариський матч   | -    | 80'      |
| 24-5-2012  | Вальс-Зіценгайм    | Грузія             | 1 – 3     | Туреччина         | товариський матч   | -    | 70'      |
| 26-5-2012  | Вальс-Зіценгайм    | Фінляндія          | 3 – 2     | Туреччина         | товариський матч   | -    | 66'      |
| 29-5-2012  | Вальс-Зіценгайм    | Болгарія           | 0 – 2     | Туреччина         | товариський матч   | -    | 78'      |
| 2-6-2012   | Лісабон            | Португалія         | 1 – 3     | Туреччина         | товариський матч   | -    | 81'      |
| 5-6-2012   | Інгольштадт        | Туреччина          | 2 – 0     | Україна           | товариський матч   | 1    | 66'      |
| 15-8-2012  | Відень             | Австрія            | 2 – 0     | Туреччина         | товариський матч   | -    |          |
| 16-10-2012 | Будапешт           | Угорщина           | 3 – 1     | Туреччина         | Відбір до ЧС 2014  | -    | 30' 75'  |
| 14-11-2012 | Стамбул            | Туреччина          | 1 – 1     | Данія             | товариський матч   | -    | 66'      |
| 28-5-2013  | Дуйсбург           | Латвія             | 3 – 3     | Туреччина         | товариський матч   | -    |          |
| 31-5-2013  | Білефельд          | Словенія           | 2 – 0     | Туреччина         | товариський матч   | -    | 63' 69'  |
| 14-8-2013  | Стамбул            | Туреччина          | 2 – 2     | Гана              | товариський матч   | -    | 73'      |
| 6-9-2013   | Кайсері            | Туреччина          | 5 – 0     | Андорра           | Відбір до ЧС 2014  | -    |          |
| 10-9-2013  | Бухарест           | Румунія            | 0 – 2     | Туреччина         | Відбір до ЧС 2014  | -    |          |
| 11-10-2013 | Таллінн            | Естонія            | 0 – 2     | Туреччина         | Відбір до ЧС 2014  | -    | 26'      |
| 15-11-2013 | Адана              | Туреччина          | 1 – 0     | Північна Ірландія | товариський матч   | -    |          |
| 19-11-2013 | Мерсін             | Туреччина          | 2 – 1     | Білорусь          | товариський матч   | -    | 88'      |
| 5-3-2014   | Анкара             | Туреччина          | 2 – 1     | Швеція            | товариський матч   | -    | 77'      |
| 25-5-2014  | Дублін             | Ірландія           | 1 – 2     | Туреччина         | товариський матч   | -    |          |
| 29-5-2014  | Вашингтон          | Гондурас           | 0 – 2     | Туреччина         | товариський матч   | 1    | 46'      |
| 1-6-2014   | Гаррісон           | США                | 2 – 1     | Туреччина         | товариський матч   | -    |          |
| 3-9-2014   | Оденсе             | Данія              | 1 – 2     | Туреччина         | товариський матч   | -    | 89'      |
| 9-9-2014   | Рейк'явік          | Ісландія           | 3 – 0     | Туреччина         | Відбір до ЧЄ 2016  | -    |          |
| 10-10-2014 | Стамбул            | Туреччина          | 1 – 2     | Чехія             | Відбір до ЧЄ 2016  | -    |          |
| 13-10-2014 | Рига               | Латвія             | 1 – 1     | Туреччина         | Відбір до ЧЄ 2016  | -    |          |
| 12-11-2014 | Стамбул            | Туреччина          | 0 – 4     | Бразилія          | товариський матч   | -    | 46' 68'  |
| 16-11-2014 | Стамбул            | Туреччина          | 3 – 1     | Казахстан         | Відбір до ЧЄ 2016  | -    |          |
| 28-3-2015  | Амстердам          | Нідерланди         | 1 – 1     | Туреччина         | Відбір до ЧЄ 2016  | -    |          |
| 31-3-2015  | Люксембург (місто) | Люксембург         | 1 – 2     | Туреччина         | товариський матч   | -    |          |
| 3-9-2015   | Конья              | Туреччина          | 1 – 1     | Латвія            | Відбір до ЧЄ 2016  | -    |          |
| 6-9-2015   | Конья              | Туреччина          | 3 – 0     | Нідерланди        | Відбір до ЧЄ 2016  | -    |          |
| 10-10-2015 | Прага              | Чехія              | 0 – 2     | Туреччина         | Відбір до ЧЄ 2016  | -    |          |
| 13-10-2015 | Конья              | Туреччина          | 1 – 0     | Ісландія          | Відбір до ЧЄ 2016  | -    |          |
| 24-3-2016  | Анталья            | Туреччина          | 2 – 1     | Швеція            | товариський матч   | -    |          |
| 29-3-2016  | Відень             | Австрія            | 1 – 2     | Туреччина         | товариський матч   | -    | 69'      |
| 22-5-2016  | Манчестер          | Англія             | 2 – 1     | Туреччина         | товариський матч   | -    | 70'      |
| 29-5-2016  | Анталья            | Туреччина          | 1 – 0     | Чорногорія        | товариський матч   | -    | 72'      |
| 5-6-2016   | Любляна            | Словенія           | 0 – 1     | Туреччина         | товариський матч   | -    | 64'      |
| 12-6-2016  | Париж              | Туреччина          | 0 – 1     | Хорватія          | ЧЄ 2016 - 1-й етап | -    |          |
| 17-6-2016  | Ніцца              | Іспанія            | 3 – 0     | Туреччина         | ЧЄ 2016 - 1-й етап | -    |          |
| 6-10-2016  | Конья              | Туреччина          | 2 – 2     | Україна           | Відбір до ЧС 2018  | -    | 23'      |
| 9-10-2016  | Рейк'явік          | Ісландія           | 2 – 0     | Туреччина         | Відбір до ЧС 2018  | -    |          |
| 5-9-2017   | Ескішехір          | Туреччина          | 1 – 0     | Хорватія          | Відбір до ЧС 2018  | -    |          |
| 6-10-2017  | Ескішехір          | Туреччина          | 0 – 3     | Ісландія          | Відбір до ЧС 2018  | -    | 79'      |
| Усього     |                    | Матчів             | 53        |                   | Голів              | 2    |          |

## Титули і досягнення
- Володар Кубка Росії (2):

ЦСКА (Москва): 2007-08, 2008-09
- Володар Суперкубка Росії (2):

ЦСКА (Москва): 2007, 2009
- Чемпіон Туреччини (3):

«Фенербахче»: 2010-11, 2013-14
«Бешикташ»: 2016-17
- Володар Кубка Туреччини (2):

«Фенербахче»: 2011-12, 2012-13
- Володар Суперкубка Туреччини (1):

«Фенербахче»: 2014
Збірні
- Чемпіон Європи (U-17): 2005